# Hogna medica
Hogna medica este o specie de păianjeni din genul Hogna, familia Lycosidae. A fost descrisă pentru prima dată de Pocock, 1889.
Este endemică în Iran. Conform Catalogue of Life specia Hogna medica nu are subspecii cunoscute.